# Zentrum für Sicherheits- und Katastrophenschutztechnik

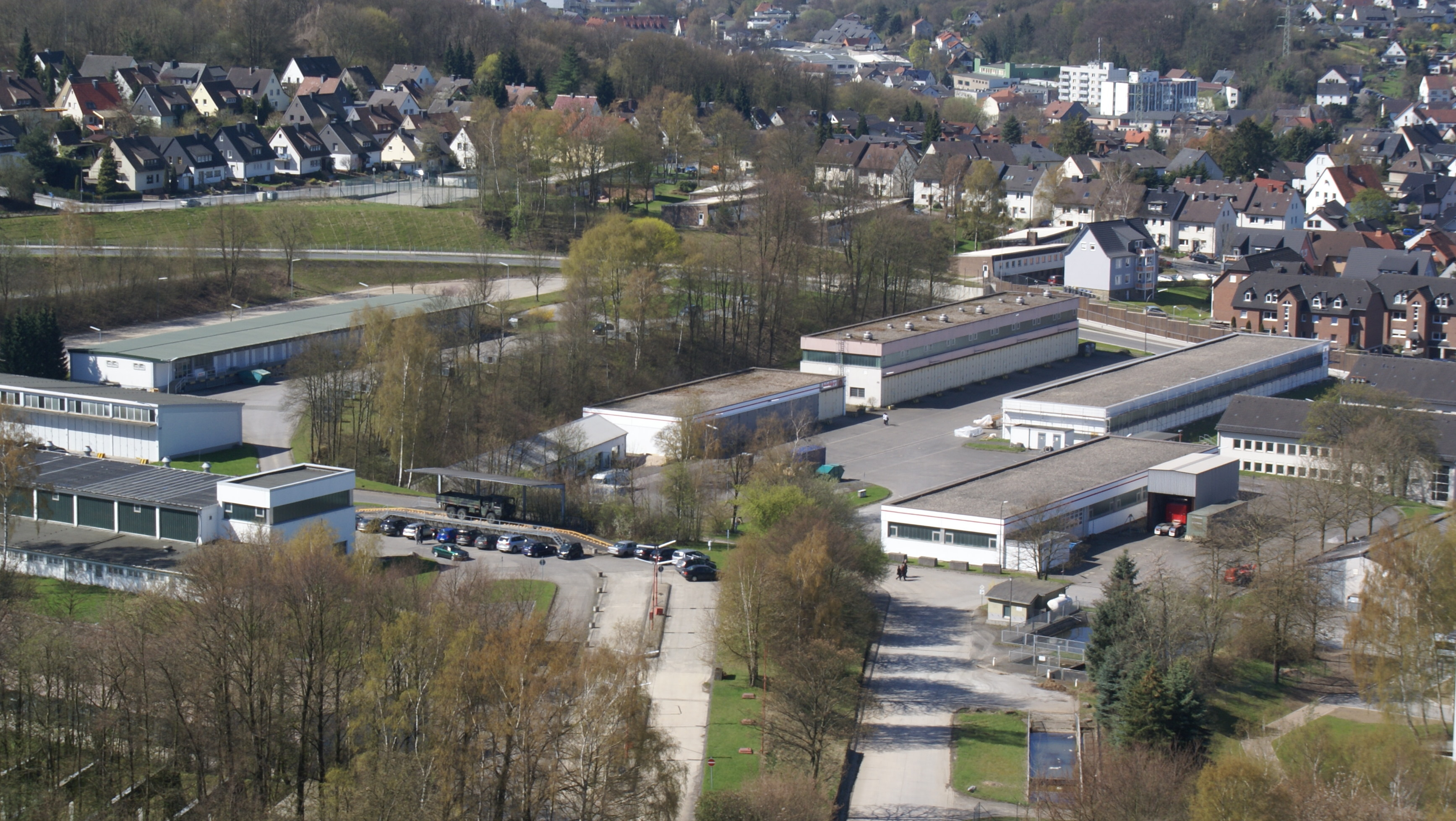
Blick über das ZSK-Gelände vom Jübergturm

Das Zentrum für Sicherheits- und Katastrophenschutztechnik (kurz: ZSK) in Hemer, Nordrhein-Westfalen, war ein Verbund von Unternehmen und Einrichtungen aus dem Gebiet der Katastrophenschutztechnik. Anfangs gehörten 20 Einrichtungen dem ZSK an. Das Standortmanagement erfolgt durch die GSW-Consulting GmbH, Gesellschaft für Beratung der sicherheits- und wehrtechnischen Wirtschaft, die mit einem Insolvenzeröffnungsverfahren belastet war, in welchem am 15. Dezember 2010 Sicherungsmaßnahmen beschlossen und ein vorläufiger Insolvenzverwalter unter Anordnung eines Zustimmungsvorbehaltes bestellt wurde. Das Insolvenzverfahren wurde durch Beschluss des Amtsgerichts Hagen vom 18. März 2011 eröffnet. Durch Kaufvertrag vom 15. September 2010 ist das Grundstück der insolventen GSW auf die AquaConcept GmbH in Hemer, Deilinghofer Straße 35–37, übergegangen,

## Geschichte

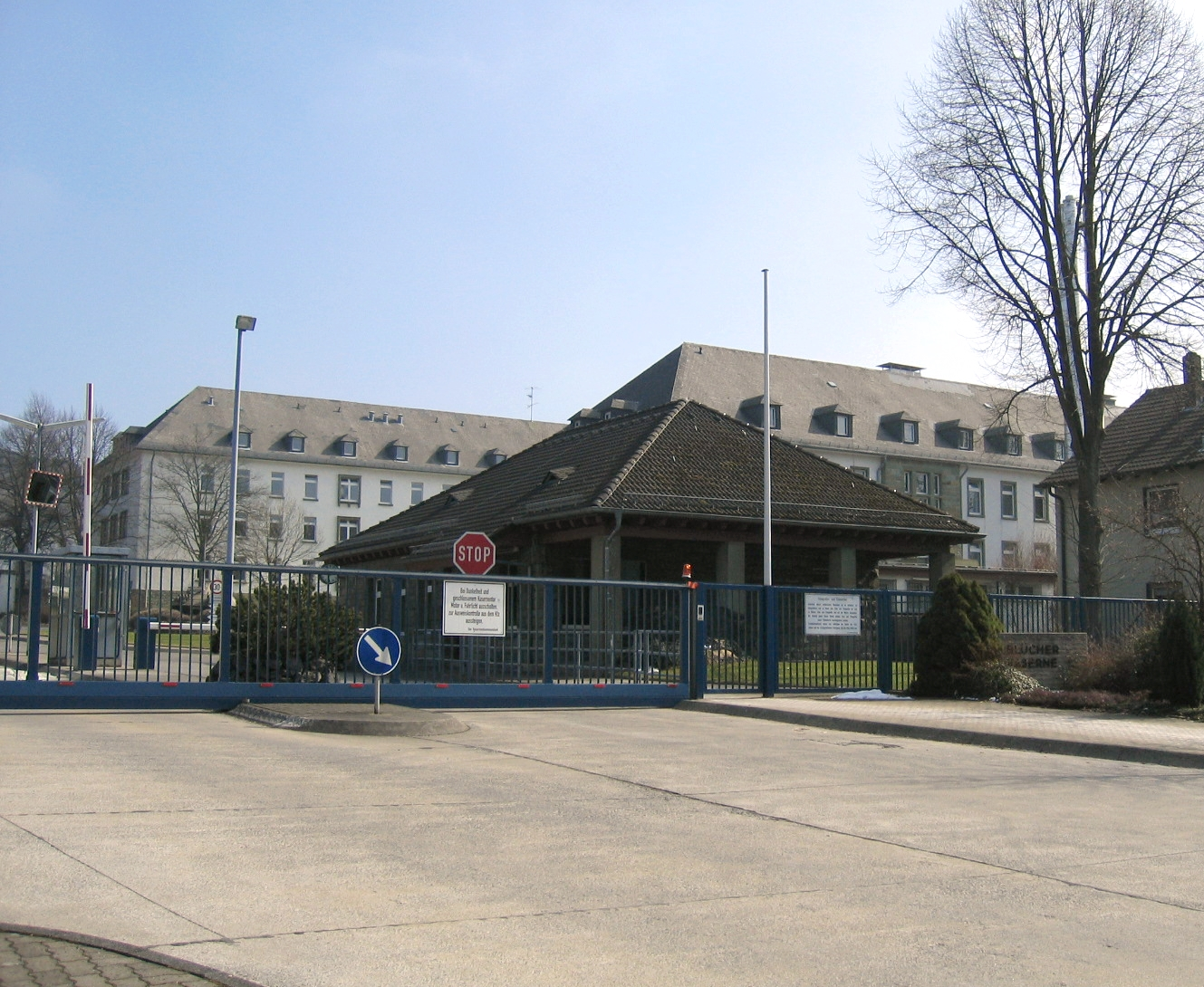
Die Blücher-Kaserne vor ihrer Schließung

Am 1. November 2004 gab der damalige Bundesverteidigungsminister Peter Struck das neue Stationierungskonzept der Bundeswehr bekannt. Dies hatte für die Stadt Hemer zur Folge, dass sämtliche Truppenteile und Dienststellen verlegt bzw. aufgelöst wurden. Während die Stadt Hemer sich daraufhin mit dem nördlichen Teil der Kaserne erfolgreich um die Ausrichtung der Landesgartenschau 2010 bemühte, begann zeitgleich die Planung eines Zentrums für Sicherheits- und Katastrophenschutztechnik. Erst waren die Planungen als Alternative zur Landesgartenschau gedacht, schließlich gründete die GSW-Consulting GmbH im ehemals technischen, südlichen Bereich der Blücher-Kaserne dennoch das ZSK.
Bereits im Sommer 2007 siedelte sich die Firma AIRMATIC Gesellschaft für Umwelt und Technik GmbH aus Hemer an und entwickelte als erstes Projekt einen Löschpanzer; sie ist durch Eröffnung des Insolvenzverfahrens vom 1. April 2011 aufgelöst.
Bis Ende 2008 waren im ZSK insgesamt rund 100 Arbeitsplätze geschaffen. Das Land Nordrhein-Westfalen unterstützte das Projekt mit Fördermitteln in Höhe von 10 Millionen Euro. Ende Januar 2009 bezog auch das Deutsche Rote Kreuz – Ortsverein Hemer Räume im ZSK, bevor das Zentrum im März desselben Jahres offiziell eröffnet wurde.
Im August 2012 plante das ZSK, das erste Vollsicherheitshotel der Welt auf dem dann ehemaligen Landesgartenschau-Gelände zu eröffnen.

## Projekte

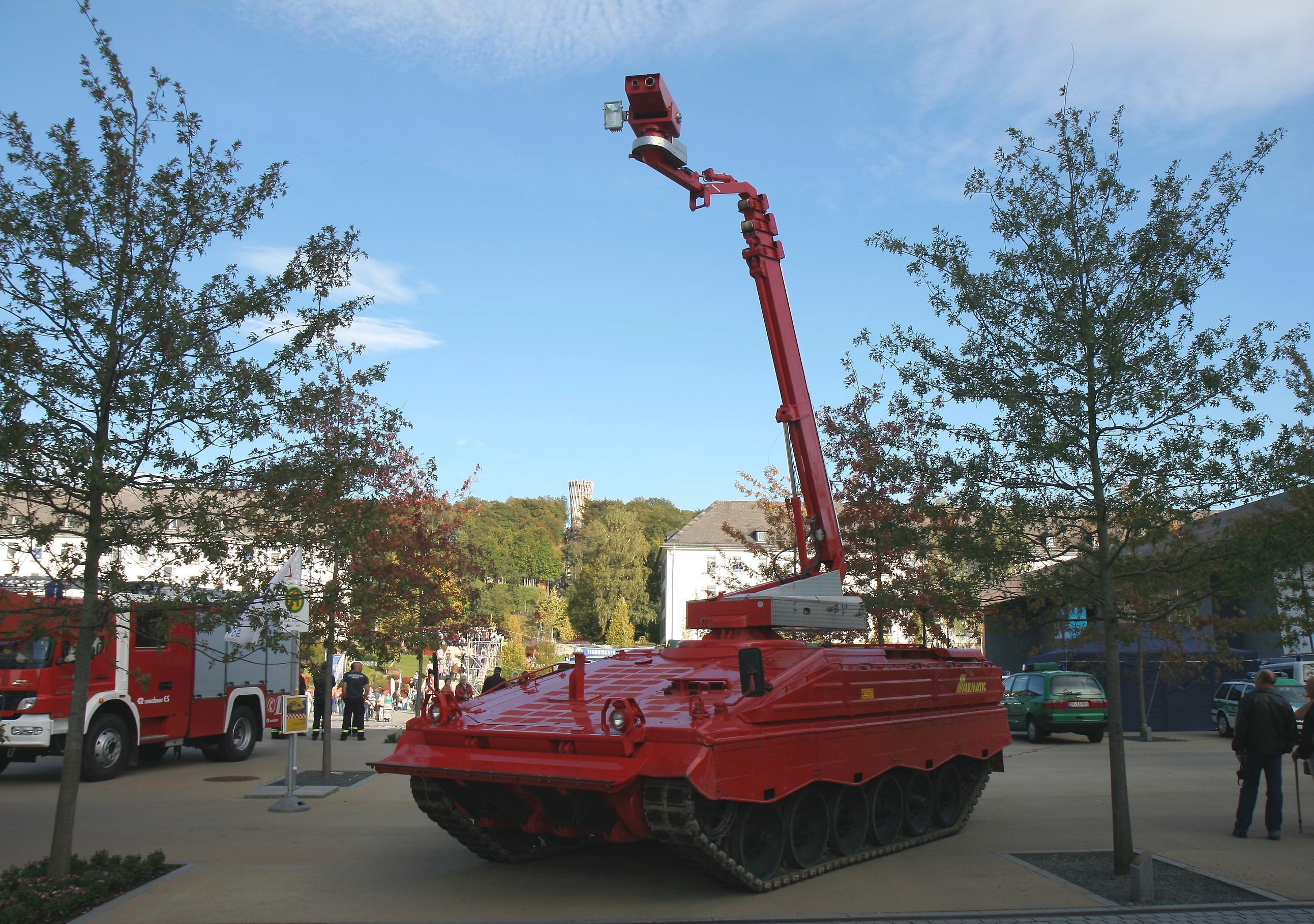
Im ZSK entwickelter Löschpanzer

Um Waldbrände künftig effizienter zu bekämpfen, arbeiten einige Firmen des ZSK Hemer am Projekt „Internationalem Waldbrandbekämpfung“ (iWBB). Das Projekt sieht eine Drohne vor, die die genaue Position des Brandherds ermittelt und automatisch meldet. Zur Löschung wurde im ZSK ein Löschpanzer entwickelt, der sehr nah an die Brände herankommt und deshalb effektiver löscht. Daneben entwickelt das ZSK zum Beispiel Simulationstechniken zur Schulung möglicher Löschpanzer-Piloten.
Das zweite bisher angestossene Projekt trägt den Namen „Internationale Minenräumung – L.A.S.E.R.“. So wird erforscht und erprobt, wie man Landminen finden und auf möglichst ungefährliche Weise unschädlich machen kann. Ein Laser soll dies aus Entfernungen bis zu 100 Metern ermöglichen.
Außerdem arbeitet das ZSK an Projekten wie „CRBNE Task Force“ zur präventiven Nutzung von ABC-Abwehrmitteln, am weltweit ersten Vollsicherheitshotel der Welt sowie an einer Doktorandenschule für Sicherheitsforschung und Sicherheitstechnik.

## Kritik
Kritik an der Ansiedlung wehrtechnischer Unternehmen äußerte Die Linke aus dem Märkischen Kreis im Vorfeld ihres politischen Aschermittwochs in Hemer 2009. Doch GSW-Geschäftsführer Michael Zacher und der verteidigungspolitische Sprecher der Linken-Fraktion im Bundestag, Paul Schäfer, wiesen diese Kritik zurück. Schäfer hält die Umwandlung alter Militärpanzer in Löschpanzer sogar für begrüßenswert, um den Rüstungsexport zu vermeiden.